# Chiesa di Santa Maria Madre delle Grazie all'Isolotto
La chiesa di Beata Vergine Maria Madre delle Grazie all'Isolotto è un luogo di culto cattolico che si trova nella piazza dell'Isolotto a Firenze.

## Storia

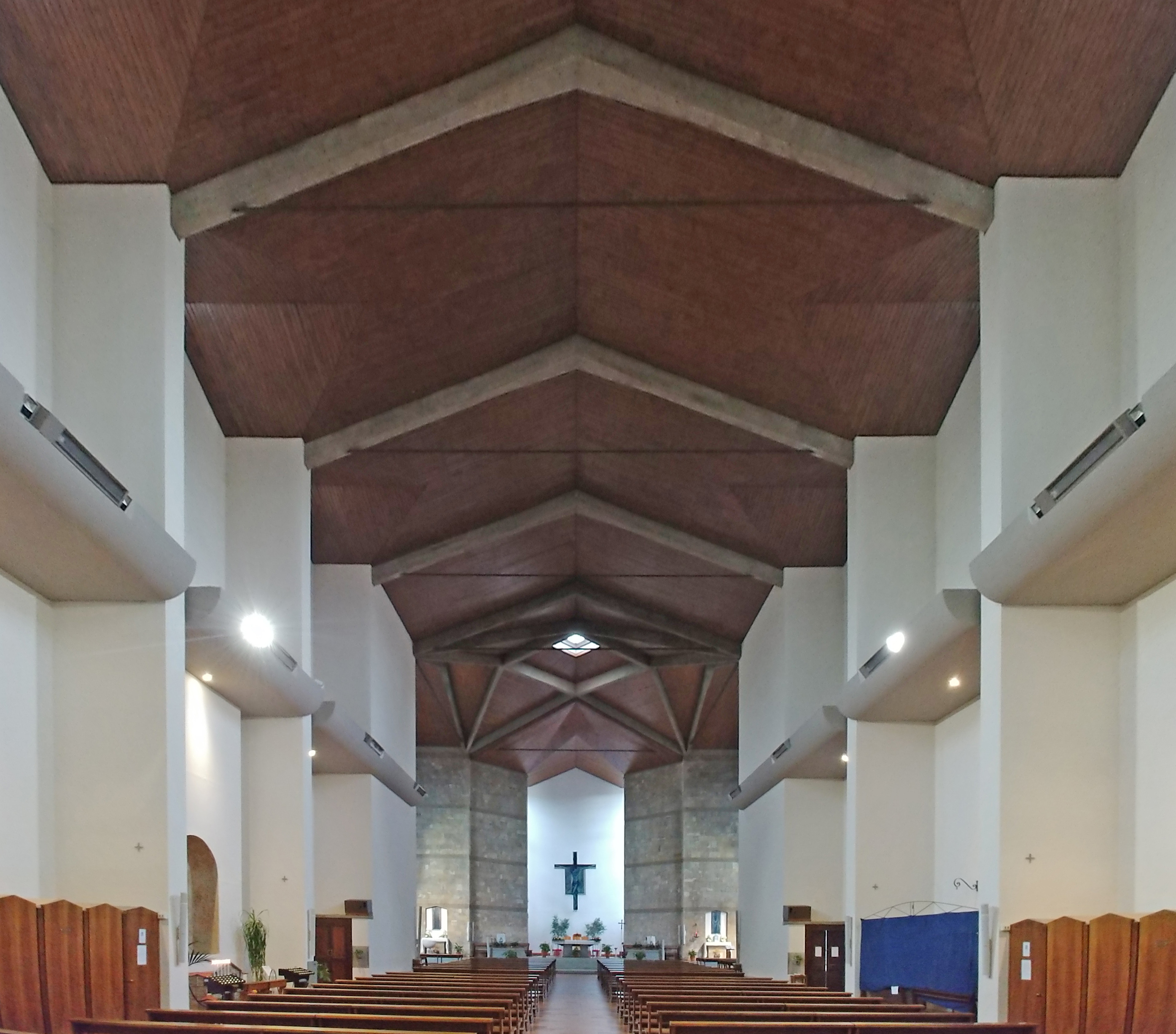
Vista dell'interno

Una diramazione dell'Arno formante un isolotto in riva sinistra diede il nome, anticamente, ad un'area estesa in cui, negli anni cinquanta, si individuò il luogo adatto per fare nascere una "città satellite". Con l'aumento della popolazione si rese necessaria la costruzione di una nuova chiesa, risultando ormai inadeguato un preesistente oratorio. I lavori iniziarono nel 1952 su progetto dell'architetto Guido Morozzi e la consacrazione avvenne il 22 dicembre 1957 dal cardinale Elia Dalla Costa.

## Descrizione
L'esterno è semplice e lineare, in linee moderne essenziali, rivestito quasi interamente con pietra forte. Nell'interno, a croce latina, di notevole interesse sono il Crocifisso dell'altar maggiore con a fianco due tavole di Primo Conti, la Madonna col Bambino e Cristo risorto.

## Ricorrenze
La festa patronale di Santa Maria Madre delle Grazie è il 15 maggio e viene celebrata solennemente con processione alla sera.